# Спелестологія
Спелестологія (від грец. σπήλαιον [spélaion] — «печера» та нім. Stollen — «штольня» + грец. λόγια [lógia] — «вчення») — дослідження штучних підземних порожнин. На відміну від спелеологів, які вивчають природні підземні порожнини, спелестологи досліджують закинуті шахти, рудники, різні види каналізацій, печерні міста, культові підземелля, промислові та фортифікаційні об'єкти та інші підземні комунікації. Наприклад, катакомби Одесси або лаврські печери у Києві.. 
Спелестологія об'єднує методи різних дисциплін та напрямків знання: археології, геології, історії, біології, будівництва, тощо.
Спелестологія має багато спільного з дигерством — хобі, що полягає у відвідинах підземель, але на відміну від нього, спелестологія має чітко окреслену мету — дослідження об'єктів з застосуванням наукового методу у той час як дигерство може мати різні цілі.

## Історія терміна
Приблизно у 1970-х з'явилось одразу декілька термінів для означення даного виду діяльності, але найкраще на теренах колишнього СНГ прижився саме "спелестологія".